# Aulus Corneli Cos (cònsol 428 aC)
Aulus Corneli Cos (llatí: Aulus Cornelius Cossus) va ser un magistrat romà del segle v aC, segurament germà de Servi Corneli Cos, tribú consular l'any 434 aC. Formava part de la família Cos, una branca patrícia de la gens Cornèlia.
Va ser cònsol l'any 428 aC segons Titus Livi, juntament amb Tit Quint Cincinnat Penne, i un dels quatre tribuns consulars elegits l'any 426 aC. Es va encarregar la defensa de la ciutat mentre els seus col·legues rebien l'encàrrec de dirigir la guerra contra Veïs.
Podria ser aquest Aule Corneli Cos, que durant la captura de Fidenes, va matar el rei de Veïs, Lar Tolumni en un combat singular i va dedicar les seves restes al temple de Júpiter Feretri. Les despulles d'un combat singular s'anomenen spolia opima. Tanmateix, l'any de la mort de Lar Tolumni és incert: Titus Livi diu que va ser el 437 aC (que caldria corregir a 434 aC) i esmenta que altres autors donen la mateixa data, però això va ser sis anys abans del consolat d'Aule Corneli Cos, i en aquest any se suposa que Servi Corneli Cos era tribú militar amb Mamerc Emili Mamercí, segons Diodor de Sicília. L'any 426 aC hi va haver una epidèmia de pesta a Roma i no es van produir operacions militars pel que la data del 434 aC podria ser correcta, ja que la dedicatòria al temple de Júpiter trobada en temps d'August, menciona Servi Corneli Cos com a cònsol, i no consta cap més Servi Corneli Cos amb aquest càrrec o el seu equivalent.